# الرياح العاتية
الرياح العاتية (بالإنجليزية: Against the Wind)‏ أو (ضد الرياح) مسلسل تلفزيوني أسترالي تم إنتاجه عام 1978م. تدور أحداثه في عام 1796 في أيرلندا والمظلومة بالقوانين والضرائب البريطانية. تسعى فتاة تدعى ماري لإنقاذ بقرة احتجز تها السلطة البريطانية بمساعدة خطيبها مايكل كونور الذي يقتل على يد الشرطة. ويحكم على ماري بالنفي إلى أستراليا لمدة 7 سنوات.

## فريق عمل المسلسل
- إخراج: سيمون Wincer
- الكتاب: برونوين بينز، إيان جونز
- ماري لاركين ، جون ألين

## روابط خارجية
- الرياح العاتية على موقع IMDb (الإنجليزية)
- الرياح العاتية على موقع ليتربوكسد (الإنجليزية)
- الرياح العاتية على موقع كينوبويسك (الروسية)
- الرياح العاتية على موقع قاعدة بيانات الفيلم (الإنجليزية)